# Massacre de Mahchahr
Le massacre Mahchahr (persan : کشتار ماهشهر) fait référence au massacre de manifestants dans la ville de Bandar-e Mahchahr, en Iran, qui a eu lieu entre le 16 novembre et le 20 novembre 2019, lors des manifestations iraniennes de 2019-2020. Les estimations de décès varient entre 40 et 150.

## Arrière-plan
Des manifestations ont éclaté à travers l'Iran le 15 novembre 2019, après que le gouvernement a annoncé une hausse soudaine des prix de l'essence, s'étendant à plus de 100 villes du pays. Les manifestations se sont rapidement étendues à l'opposition au guide suprême Ali Khamenei et au gouvernement actuel.
Internet à l'intérieur du pays a été complètement fermé par le gouvernement le 16 novembre, ce qui a rendu presque impossible la communication des détails.